# Cantón Yantzaza
Cantón Yantzaza är en kanton i Ecuador.   Den ligger i provinsen Zamora Chinchipe, i den södra delen av landet, 400 km söder om huvudstaden Quito.